# Curachitos
Curachitos är en ort i Mexiko.   Den ligger i kommunen Mezquital och delstaten Durango, i den centrala delen av landet, 700 km nordväst om huvudstaden Mexico City. Curachitos ligger 1 509 meter över havet och antalet invånare är 176.
Terrängen runt Curachitos är bergig österut, men västerut är den kuperad. Runt Curachitos är det mycket glesbefolkat, med 3 invånare per kvadratkilometer. Curachitos är det största samhället i trakten. I omgivningarna runt Curachitos växer huvudsakligen savannskog.